# 戈德曼方程
戈德曼方程是用膜内外离子浓度来表示膜电位的方程，没有电流流动时的形式如下：
{\displaystyle E_{m}={\frac {RT}{F}}\ln {\left({\frac {\sum _{i}^{N}P_{M_{i}^{+}}[M_{i}^{+}]_{\mathrm {out} }+\sum _{j}^{M}P_{A_{j}^{-}}[A_{j}^{-}]_{\mathrm {in} }}{\sum _{i}^{N}P_{M_{i}^{+}}[M_{i}^{+}]_{\mathrm {in} }+\sum _{j}^{M}P_{A_{j}^{-}}[A_{j}^{-}]_{\mathrm {out} }}}\right)}}
其中：
- {\displaystyle \ E_{m}} 为膜电位（伏，即焦每库伦）
- {\displaystyle \ P_{\mathrm {ion} }} 为离子通透常数（米每秒）
- {\displaystyle \ [ion]_{\mathrm {out} }} 为细胞外离子浓度（摩每立方米）
- {\displaystyle \ [ion]_{\mathrm {in} }} 为细胞内离子浓度（摩每立方米）
- {\displaystyle \ R} 为气体常数（焦每开尔文每摩）
- {\displaystyle \ T} 为温度（开尔文）
- {\displaystyle \ F} 为法拉第常数（库伦每摩）

能斯特方程是戈德曼方程只涉及一种离子时的特殊情况。